# Milos Degenek
Milos Degenek (cirílico serbio: Милош Дегенек (Milos Degenek); Knin, Croacia, 28 de abril de 1994) es un futbolista australiano que juega como defensa en el F. K. TSC de la Superliga de Serbia.

## Primeros años
Degenek nació en 1994 en Knin, Croacia. Su familia formó parte de la población serbia de Croacia que fue expulsada durante la Operación Tormenta. Durante la Guerra de Croacia emigraron a Belgrado en 1995, donde vivieron como refugiados en la pobreza y fueron objeto de ataques aéreos de la OTAN durante la Guerra de Kosovo en 1999. Un año después, él y sus padres emigraron a Sídney, Australia.

## Clubes
| Club                               | País           | Año       |
| ---------------------------------- | -------------- | --------- |
| VfB Stuttgart II                   | Alemania       | 2013-2015 |
| 1860 Múnich                        | Alemania       | 2015-2016 |
| Yokohama F. Marinos                | Japón          | 2017-2018 |
| Estrella Roja de Belgrado          | Serbia         | 2018-2019 |
| Al-Hilal                           | Arabia Saudita | 2019      |
| Estrella Roja de Belgrado (cedido) | Serbia         | 2019      |
| Estrella Roja de Belgrado          | Serbia         | 2019-2022 |
| Columbus Crew S. C.                | Estados Unidos | 2022-2023 |
| Estrella Roja de Belgrado          | Serbia         | 2023-2024 |
| F. K. TSC                          | Serbia         | 2025-     |

## Palmarés

### Títulos nacionales
| Título              | Club                      | País   | Año  |
| ------------------- | ------------------------- | ------ | ---- |
| Superliga de Serbia | Estrella Roja de Belgrado | Serbia | 2020 |
| Superliga de Serbia | Estrella Roja de Belgrado | Serbia | 2021 |
| Copa de Serbia      | Estrella Roja de Belgrado | Serbia | 2021 |
| Superliga de Serbia | Estrella Roja de Belgrado | Serbia | 2024 |
| Copa de Serbia      | Estrella Roja de Belgrado | Serbia | 2024 |